# Rytigynia bugoyensis
Rytigynia bugoyensis är en måreväxtart som först beskrevs av Kurt Krause, och fick sitt nu gällande namn av Bernard Verdcourt. Rytigynia bugoyensis ingår i släktet Rytigynia och familjen måreväxter.

## Underarter
Arten delas in i följande underarter:
- R. b. bugoyensis
- R. b. glabriflora